# Cincinnati Bengals 1979
La stagione 1979 dei Cincinnati Bengals è stata la decima della franchigia nella National Football League, la 12ª complessiva. Il fullback Pete Johnson segnò 15 touchdown ma i Bengals faticarono, terminando per il secondo anno consecutivo con un record di 4-12. A fine stagione l’ex allenatore di Cleveland Forrest Gregg sostituì Homer Rice come capo-allenatore.

## Roster
| Roster dei Cincinnati Bengals nel 1979 |
| --- |
| Quarterback - 14 Ken Anderson - 12 Jack Thompson Running Back - 40 Charles Alexander FB - 45 Archie Griffin - 46 Pete Johnson FB - 35 Nathan Poole FB - 22 Deacon Turner KR Wide Receiver - 84 Don Bass - 85 Isaac Curtis - 86 Steve Kreider - 88 Mike Levenseller Tight End - 81 Jim Corbett - 89 Dan Ross - 83 Rick Walker Offensive Linemen - 74 Glenn Bujnoch G - 58 Blair Bush C - 70 Barney Cotton G - 66 Mark Donahue G - 76 Vernon Holland T - 54 Bob Johnson C - 62 Dave Lapham G/C - 65 Max Montoya G/T - 77 Mike Wilson T Defensive Linemen - 79 Ross Browner DE - 67 Gary Burley DE - 73 Eddie Edwards DT - 72 Mack Mitchell DE - 63 Mike White DT - 75 Wilson Whitley DT Linebacker - 50 Glenn Cameron MLB/OLB - 52 Tom Dinkel OLB - 53 Bo Harris OLB - 59 Howard Kurnick OLB - 55 Jim LeClair MLB - 51 Tom Ruud OLB - 57 Reggie Williams OLB Defensive Back - 34 Louis Breeden CB - 21 Jim Browner SS - 28 Scott Burk SS - 24 Marvin Cobb CB/SS - 29 Vaughn Lusby CB/PR - 44 Ray Griffin CB - 30 Dick Jauron FS - 32 Scott Perry FS - 13 Ken Riley CB Special Team - 10 Chris Bahr K - 87 Pat McInally P Lista delle riserve - 82 Billy Brooks WR (IR) |
| Legenda - I rookie sono in corsivo. - Il primo ruolo è il principale mentre gli eventuali successivi indicano i ruoli secondari. - (IR) sta per Injured Reserve ed indica la lista ristretta per un solo giocatore infortunato che può tornare ad allenarsi dopo la settimana 6 e a rientrare in prima squadra dopo che questa ha giocato 8 partite. - (NF-Inj.) / (NF-Ill.) stanno rispettivamente per Non-Football Injured e Non-Football Illness ed indicano le liste dove viene inserito un giocatore che ha un infortunio o una malattia non dipendente dal football americano. - (PUP) sta per Physically Unable to Perform ed indica la lista dove viene inserito un giocatore mentre è in attesa di recuperare la condizione fisica. Nella stagione regolare dopo la sesta partita giocata dalla propria squadra, il giocatore ha tempo tre settimane per riprendere ad allenarsi, più tre settimane aggiuntive dal suo rientro agli allenamenti per rientrare in prima squadra. |

## Calendario
| Stagione regolare |              |                        |           |        |          |
| Turno             | Data         | Avversario             | Risultato | Record | Pubblico |
| 1                 | 2 settembre  | at Denver Broncos      | S 10–0    | 0–1    | 74,788   |
| 2                 | 9 settembre  | at Buffalo Bills       | S 51–24   | 0–2    | 43,504   |
| 3                 | 16 sette     | New England Patriots   | S 20–14   | 0–3    | 41,805   |
| 4                 | 23 settembre | Houston Oilers         | S 30–27   | 0–4    | 45,615   |
| 5                 | 30 settembre | at Dallas Cowboys      | S 38–13   | 0–5    | 63,179   |
| 6                 | 7 ottobre    | Kansas City Chiefs     | S 10–7    | 0–6    | 40,041   |
| 7                 | 14 ottobre   | Pittsburgh Steelers    | V 34–10   | 1–6    | 52,381   |
| 8                 | 21 ottobre   | at Cleveland Browns    | S 28–27   | 1–7    | 75,119   |
| 9                 | 28 ottobre   | Philadelphia Eagles    | V 37–13   | 2–7    | 42,036   |
| 10                | 4 novembre   | at Baltimore Colts     | S 38–28   | 2–8    | 37,740   |
| 11                | 11 novembre  | San Diego Chargers     | S 26–24   | 2–9    | 40,782   |
| 12                | 18 novembre  | at Houston Oilers      | S 42–21   | 2–10   | 49,829   |
| 13                | 25 novembre  | St. Louis Cardinals    | V 34–28   | 3–10   | 25,103   |
| 14                | 2 dicembre   | at Pittsburgh Steelers | S 37–17   | 3–11   | 46,521   |
| 15                | 9 dicembre   | at Washington Redskins | S 28–14   | 3–12   | 52,882   |
| 16                | 16 dicembre  | Cleveland Browns       | V 16–12   | 4–12   | 42,183   |

Note
- Gli avversari della propria division sono in grassetto.

## Classifiche
| AFC Central Division   |    |    |   |      |     |      |     |     |     |
|                        | V  | S  | P | %    | DIV | CONF | PF  | PS  | STR |
| Pittsburgh Steelers(2) | 12 | 4  | 0 | .750 | 4–2 | 9–3  | 416 | 262 | V1  |
| Houston Oilers(4)      | 11 | 5  | 0 | .688 | 4–2 | 9–3  | 362 | 331 | S1  |
| Cleveland Browns       | 9  | 7  | 0 | .563 | 2–4 | 6–6  | 359 | 352 | S2  |
| Cincinnati Bengals     | 4  | 12 | 0 | .250 | 2–4 | 2–10 | 337 | 421 | V1  |